# Рид-им-Иннкрайс (округ)
Рид (нем. Bezirk Ried) — округ в Австрии. Центр округа — город Рид-им-Иннкрайс. Округ входит в федеральную землю Верхняя Австрия. Занимает площадь 585,01 кв. км. Население 58 203 чел. Плотность населения 99 человек/кв.км.

## Административные единицы
Городская община
1. Рид-им-Иннкрайс (11 434)

Ярмарочные общины
1. Аурольцмюнстер (2 854)
2. Лонсбург-ам-Кобернаусервальд (2 326)
3. Меттмах (2 568)
4. Обернберг-ам-Инн (1 710)
5. Райхерсберг (1 402)
6. Санкт-Мартин-им-Иннкрайс (1 695)
7. Тайскирхен-им-Иннкрайс (2 408)
8. Эбершванг (3 383)

Общины
1. Айтцинг (661)
2. Андриксфурт (726)
3. Антизенхофен (1 105)
4. Вайльбах (Верхняя Австрия) (598)
5. Вальдцелль (2 100)
6. Виппенхам (557)
7. Гайерсберг (Верхняя Австрия) (541)
8. Гайнберг (1 324)
9. Гуртен (1 233)
10. Зенфтенбах (699)
11. Кирхдорф-ам-Инн (634)
12. Кирххайм-им-Иннкрайс (704)
13. Ламбрехтен (1 353)
14. Мернбах (2 305)
15. Мёршванг (294)
16. Мюльхайм-ам-Инн (652)
17. Нойхофен-им-Иннкрайс (2 131)
18. Орт-им-Иннкрайс (1 191)
19. Паттигхам (813)
20. Петерскирхен (708)
21. Прамет (986)
22. Санкт-Георген-бай-Обернберг-ам-Инн (605)
23. Санкт-Мариенкирхен-ам-Хаусрукк (735)
24. Тумельтсхам (1 352)
25. Утценайх (1 499)
26. Хоэнцелль (2 002)
27. Шильдорн (1 053)

Шаблон:Австрия:Округ Рид:Города